# Xyris diamantinae
Xyris diamantinae är en gräsväxtart som beskrevs av Gustaf Oskar Andersson Malme. Xyris diamantinae ingår i släktet Xyris och familjen Xyridaceae. Inga underarter finns listade i Catalogue of Life.